# Erik Axel Karlfeldt

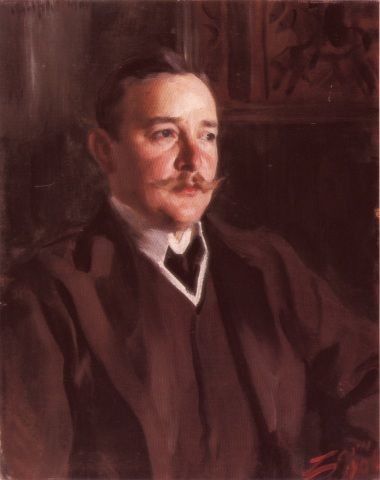
Portret Karlfeldta autorstwa Andersa Zorna z 1906 r.

Erik Axel Karlfeldt (ur. 20 lipca 1864, zm. 8 kwietnia 1931) – szwedzki poeta. Jego silnie związana z wiejskimi korzeniami i tradycją poezja była bardzo popularna w jego czasach, co sprawiło, że uzyskał pośmiertnie w 1931 Nagrodę Nobla w dziedzinie literatury (w 1918 odmówił jej przyjęcia).
Związany z prądem neoromantyzmu Karlfeldt pisał utwory o unikalnym charakterze na zainspirowane jego ojczystymi stronami tematy. W swoich wierszach ujmował tak wątki historyczne, jak i zapożyczone z historycznych sag oraz Biblii i wierzeń ludowych. Jego liryka jest niezwykle muzyczna, lecz czasami wyrażona staroświeckim językiem.

## Życiorys
Karlfeldt urodził się w rodzinie rolników w Karlbo, w prowincji Dalarna. Początkowo nosił nazwisko Erik Axel Eriksson, które zmienił w roku 1889, ponieważ nie chciał, aby go wiązano z jego skazanym za przestępstwo kryminalne ojcem. Studiował na Uniwersytecie w Uppsali, jednocześnie dla zarobku ucząc w wielu szkołach, w tym w szkole na przedmieściach Djursholm w Sztokholmie oraz w szkole dla dorosłych. Po skończeniu studiów dostał posadę w Szwedzkiej Bibliotece Królewskiej w Sztokholmie, gdzie pracował przez pięć lat.
W 1904 r. Karlfeldt został członkiem Akademii Szwedzkiej, zajął tam fotel nr 11. W 1905 r. został wybrany na członka Instytutu Noblowskiego Akademii, zaś w 1907 r. Komitetu Noblowskiego. W 1912 r. został stałym sekretarzem Akademii, którą to posadę zachował do śmierci.
Uniwersytet w Uppsali – alma mater Karlfeldta – przyznała mu w 1917 doktorat honoris causa.